# Macrotermitinae
Macrotermitinae — підродина термітів. Включає понад 350 видів у 14 родах.

## Поширення
Представники підродини поширені в Африці, на Близькому Сході та у Південно-Східній Азії.

## Структура колонії
Macrotermitinae мають складну систему колонії. Зріла колонія складається з королівської пари, стерильної касти, крилатих репродуктивних особин, які називаються «алатами», і молоді. Королівська пара — це король і королева, які єдині здатні до розмноження. Стерильна каста складається з робітників (головні робітники і другорядні робітники) і солдатів (основні солдати і другорядні солдати). Королівська пара відтворює робітників, солдатів і алат (майбутні королівські пари). Королівська пара живе в «королівській кімнаті», де королева безперервно відкладає яйця, коли король з нею спаровується. Молоді — це незрілі робітники, солдати та алати. Після вилуплення вони живуть у королівській кімнаті. Працівники зосереджуються на процесі колонізації, наприклад, збиранні мертвого рослинного матеріалу, виготовленні грибних сот, догляду за розплодом, догляду за молодняком тощо.

## Спосіб життя
Будують великі термітники заввишки до 2 м. Збирають мертву деревину та суху рослинність. Фураж пережовують, складають у термітнику та вирощують на ньому плісняві гриби Termitomyces, які є поживою для термітів.

## Роди
- Acanthotermes
- Allodontermes
- Ancistrotermes
- Euscaiotermes
- Hypotermes
- Macrotermes
- Megaprotermes
- Microtermes
- Odontotermes
- Parahypotermes
- Protermes
- Pseudacanthotermes
- Sphaerotermes
- Synacanthotermes